# Komensaurus carrolli
Il komensauro (Komensaurus carrolli) è un rettile estinto appartenente ai lepidosauri, vissuto all'inizio del Cretaceo superiore (Cenomaniano, circa 100 milioni di anni fa). I suoi resti fossili sono stati ritrovati in Slovenia.

## Descrizione
Questo animale è conosciuto per un singolo esemplare ben conservato, che include parti di cranio e gran parte dello scheletro postcranico. L'aspetto doveva essere simile a quello di una lucertola lunga oltre un metro, dal corpo allungato e dalle zampe corte. Probabilmente questo animale era un predatore attivo dalle abitudini semiacquatiche, ma la morfologia dello scheletro denota come gli adattamenti alla vita acquatica erano ancora poco sviluppati.

## Classificazione
Questo animale, noto per lungo tempo con il nome informale di “aigialosauro di Trieste”, è stato descritto come un mosasauroide primitivo. I mosasauroidi erano rettili simili a lucertole che svilupparono progressivamente forti adattamenti alla vita acquatica aumentando nel contempo le dimensioni. Tuttavia le prime forme note, come Aigialosaurus, erano piccole e primitive. Komensaurus si colloca appena al di sopra di questo grado di evoluzione, assieme all'assai simile Carsosaurus.  Questi due rettili sono considerati il sister group di alcuni mosasauridi (tra cui Tethysaurus, Haasiasaurus e Russellosaurus) ancestrali a specie più adatte alla vita marina (Tylosaurinae e Plioplatecarpinae).